# Menschenrechtsbeirat
Der Menschenrechtsbeirat ist ein beratendes Organ der österreichischen Volksanwaltschaft. Dem Menschenrechtsbeirat und den von der Volksanwaltschaft nach Anhörung des Menschenrechtsbeirates eingerichteten Kommissionen obliegt die präventive Kontrolle der Einhaltung von Menschenrechten in öffentlichen und privaten Einrichtungen. Weiters obliegt ihnen die Kontrolle der Ausübung unmittelbarer behördlicher Befehls- und Zwangsgewalt durch staatliche Organe. Die Volksanwaltschaft und die von ihr eingerichteten Kommissionen sind der Nationale Präventionsmechanismus (NPM) im Sinne des Fakultativprotokolls OPCAT zum Übereinkommen der Vereinten Nationen gegen Folter und andere grausame, unmenschliche oder erniedrigende Behandlung oder Strafe.

## Organisation
Der Menschenrechtsbeirat besteht aus einem Vorsitzenden, deren Stellvertreter sowie 16 weiteren Mitgliedern und Ersatzmitgliedern. Seit 1. Juli 2012 ist Renate Kicker Vorsitzende, ihr Stellvertreter ist seit 2014 Andreas Hauer. Der bzw. die Vorsitzende des Menschenrechtsbeirates wird von der Volksanwaltschaft bestellt. Er bzw. sie ist in Ausübung der Tätigkeit an keine Weisungen gebunden und muss über spezifische Fähigkeiten und Fachkenntnisse auf dem Gebiet der Menschenrechte verfügen.
Folgenden Einrichtungen kommt ein Vorschlagsrecht für jeweils ein Mitglied und ein Ersatzmitglied zu:
- Bundeskanzler
- Bundesminister für Inneres
- Bundesminister für Justiz
- Bundesminister für Gesundheit
- Bundesminister für Landesverteidigung und Sport
- Bundesminister für Arbeit, Soziales und Konsumentenschutz
- Bundesminister für europäische und internationale Angelegenheiten
- die Länder, die die Zuständigkeit der Volksanwaltschaft anerkennen, gemeinsam für ein Mitglied und ein Ersatzmitglied
- acht private Nichtregierungsorganisationen für jeweils ein Mitglied und ein Ersatzmitglied; derzeit sind dies Amnesty International Österreich, SOS-Kinderdorf, Caritas Österreich, VertretungsNetz, Diakonie Österreich, Volkshilfe Österreich, Pro Mente Austria, HPE, Selbstbestimmt Leben Initiative Österreich, SOS Mitmensch, Integrationshaus Wien und Asyl in Not, Verein für Gewaltprävention, Opferhilfe und Opferschutz (Graz), Gewaltschutzzentrum Salzburg, ZARA, Neustart.[1]

Zur Unterstützung der Tätigkeit des Menschenrechtsbeirates ist in der Volksanwaltschaft eine Geschäftsstelle eingerichtet.

## Aufgaben
Der Menschenrechtsbeirat ist seit 1. Juli 2012 als beratendes Gremium bei der Volksanwaltschaft eingerichtet und berät die Mitglieder bezüglich der Aufgaben im Menschenrechtsbereich. Seine Kompetenz umfasst alle Gebiete der Prüftätigkeit der Volksanwaltschaft.
Eine wichtige Beratungsfunktion kommt dem Menschenrechtsbeirat bei der Festlegung von Prüfschwerpunkten zu. Der Beirat unterstützt die Volksanwaltschaft und ihre Kommissionen bei der Entscheidung darüber, welche Schwerpunkte bei der präventiven Kontrolle von Orten der Freiheitsentziehung gesetzt werden sollen.
Der Menschenrechtsbeirat erstattet außerdem Vorschläge für die Festlegung von Prüfstandards. Diese sollen ein einheitliches Vorgehen der Kommissionen gewährleisten.
Einheitliche Prüfstandards bilden schließlich die Basis für den Menschenrechtsbeirat in der Beratung der Volksanwaltschaft bei Missstandsfeststellungen. Der Beirat berät die Kommissionen und die Volksanwaltschaft außerdem bei der Erstellung ihrer Empfehlungen und beurteilt, ob diese helfen, menschenrechtliche Standards zu erreichen.
Die Mitglieder sowie Ersatzmitglieder sind berechtigt, gleichzeitig an den Sitzungen des Menschenrechtsbeirates teilzunehmen. Dem Beirat kommen außerdem Anhörungsrechte für die Bestellung der Kommissionsleitungen sowie der Kommissionsmitglieder zu.
Vom Menschenrechtsbeirat und der Volksanwaltschaft festgelegte Prüfschwerpunkte bestimmen die Themen, auf welche die Kommissionen bei ihren Kontrollen besonderes Augenmerk legen sollten.

## Bestellung
Die Mitglieder, die von staatlicher Seite entsandt werden, werden von den hierfür vorgesehenen Ministerien bzw. Institutionen bestellt.
Die Mitglieder der NGOs werden von den dafür vorgesehenen NGOs vorgeschlagen und in einer Wahl ausselektiert. Hierzu besteht eine eigene Wahlordnung, die 2018 von den NGOs verabschiedet wurde. Die Namen der zur Wahl stehenden Personen werden nicht veröffentlicht, nur die der gewählten Personen. Bei der Wahl im Juni 2024 haben sich nur 20 Personen zur Wahl gestellt (es sollten zumindest 32 sein), von denen 16 in den Menschenrechtsbeirat gewählt wurden.
Die Kandidaten werden von den NGOs im Hinblick auf ein Kompetenz-Portfolio vorgeschlagen und ausgewählt. Die Kandidaten können auch durchaus einer der vorschlagenden NGO nahe stehen. Welche Personen von den entsendeten Vertretern der NGOs als besonders für den Menschenrechtsbeirat geeignet angesehen werden, wird von diesen selbst bestimmt. Es gibt diesbezüglich eine Einspruchsmöglichkeit, falls Zweifel an der individuellen oder kollektiven Übereinstimmung des vorläufigen Wahlergebnisses mit dem Kompetenz-Portfolio bestehen. Laut Kompetenz-Portfolio ist auf eine pluralistische Zusammensetzung in Bezug auf Geschlecht, ethnische Herkunft und von Menschen mit Behinderungen zu achten.

### Statistische Verteilung der Mitglieder des Menschenrechtsbeirates
Je acht Mitglieder (+ acht Ersatzmitglieder) werden von staatlicher Seite bzw. von NGOs gestellt (50:50 %). Ab 1. Juli 2024 sind sowohl von staatlicher Seite als auch von den NGOs je sieben männliche Mitglieder (44 %) und neun weibliche Mitglieder (56 %) im Menschenrechtsbeirat vertreten. Dies spiegelt in etwa noch die grundsätzliche Anzahl der Verteilung von Frauen (50,8 %) und Männern (49,2 %) in der österreichischen Bevölkerung wider.
Statische Verteilung der Mitglieder der NGOs
Bei den 8+8 Mitgliedern des Menschenrechtsbeirates, die von den NGOs entsandt werden (ab 1. Juli 2024):
- leben oder arbeiten in Wien: 11 Mitglieder (68 %),
- leben oder arbeiten in Oberösterreich: 2 Mitglieder (13 %),
- leben oder arbeiten in Salzburg: 2 Mitglieder (13 %),
- lebt bzw. arbeitet in der Steiermark: 1 Mitglied (6 %).

Von den neun Bundesländern stellen daher vier (44 %) Bundesländer alle Mitglieder. Im Menschenrechtsbeirat der Volksanwaltschaft nicht vertretene Bundesländer (56 % der Bundesländer in Österreich) sind:
- Niederösterreich
- Burgenland
- Kärnten
- Tirol
- Vorarlberg

Ab dem 1. Juli 2024 stellt grundsätzlich jede der NGOs, die vorschlagsberechtigt waren, je ein Mitglied bzw. Ersatzmitglied, mit Ausnahme der:
- Diakonie, diese stellt 3 Mitglieder[6]
- die Volkshilfe Österreich stellt in der Amtsperiode 2024 bis 2030 gar kein Mitglied.

In Bezug auf die Verteilung von Menschen mit Beeinträchtigung und anderen ergibt sich ab dem 1. Juli 2024, dass drei Personen mit einer relevanten Behinderung (19 %, 2018 waren es noch zwei Personen = 12,5 %) im Menschenrechtsbeirat für NGOs entsandt sind. Derzeit leben lt. Sozialministerium rund 400.000 Menschen mit einem Behindertenpass in Österreich = 4,4 %.

## Die Kommissionen der Volksanwaltschaft
Die sechs regionalen Kommissionen der Volksanwaltschaft sind zentraler Bestandteil der Kontrolltätigkeit und Teil des NPM. Sie führen für die Volksanwaltschaft bundesweit Kontrollbesuche durch. Sie haben Zutritt zu allen privaten und öffentlichen Einrichtungen, in denen eine Freiheitsentziehung stattfindet oder stattfinden kann. Dazu zählen Einrichtungen der Polizei, der Justiz, aber auch Einrichtungen des Gesundheitswesens, wie Einrichtungen der Psychiatrie sowie zu Einrichtungen für Menschen mit Behinderungen.
Die Kommissionen übermitteln der Volksanwaltschaft bei Bedarf Vorschläge für Missstandsfeststellungen. Kommt die Volksanwaltschaft Vorschlägen oder Empfehlungen der Kommissionen nicht nach, sind die Kommissionen berechtigt, den Berichten der Volksanwaltschaft entsprechende Bemerkungen zu ihrem Tätigkeitsbereich anzuschließen.
Die Besuche der Kommissionen erfolgen in ihrem Zuständigkeitsbereich routinemäßig und flächendeckend, aber auch auf Grund bekannt gewordener besonderer Umstände. Besuche können auch jederzeit unangemeldet erfolgen.
Die Kommissionen haben der Volksanwaltschaft über jeden erfolgten Besuch zu berichten. In diesen Berichten sind insbesondere die erhobenen Fakten und die der Kommission notwendig erscheinenden Maßnahmen und Empfehlungen festzuhalten.
Die Kommissionen bestehen aus nebenberuflich tätigen Personen und sind interdisziplinär zusammengesetzt (Experten auf den Gebieten der Medizin, Rechtswissenschaften, Soziologie, Psychologie, Sozialarbeit).

### Drei Bereiche der Kontrolltätigkeit

#### Kontrolle von Orten der Freiheitseinschränkung
Menschen kann die Freiheit an verschiedenen Orten entzogen werden, etwa in Justizanstalten, Kasernen, psychiatrischen Einrichtungen, Alten- und Pflegeheimen, Krisenzentren, Wohngemeinschaften für Jugendliche sowie Einrichtungen für Menschen mit Behinderungen. Insgesamt werden somit rund 4.000 öffentliche oder private Einrichtungen im Bundesgebiet erfasst, jährlich finden rund 500 meist unangekündigte Kontrollbesuche der regionalen Expertenkommissionen statt.

#### Kontrolle von Einrichtungen und Programmen für Menschen mit Behinderungen
Die Volksanwaltschaft besucht und kontrolliert mit ihren Kommissionen auch Einrichtungen und Programme für Menschen mit Behinderungen. Ziel ist jede denkbare Form von Ausbeutung, Gewalt und Missbrauch zu verhindern. Die Volksanwaltschaft setzt damit Regelungen der UN-Behindertenrechtskonvention national um. Von den Besuchen werden etwa Behinderten- und psychosoziale Langzeiteinrichtungen sowie Behindertentageszentren umfasst.

#### Begleitende Überprüfung von Zwangsakten
Die Volksanwaltschaft überprüft mit ihren Kommissionen weiters die Ausübung unmittelbarer Befehls- und Zwangsgewalt durch die Verwaltung. Dazu gehört die Beobachtung von Polizeieinsätzen bei Großrazzien, Großveranstaltungen, Versammlungen und Demonstrationen sowie bei Abschiebungen. Zielsetzung ist dabei der Schutz der Menschen und ihrer Rechte. Das gilt für Demonstrationsteilnehmer ebenso wie für Einsatzbeamte. Die Prüfkompetenz umfasst auch Misshandlungsvorwürfe gegen Polizeiorgane sowie Todesfälle und Suizidversuche in Polizeigewahrsam.

## Historische Entwicklung
Das Europäische Komitee zur Verhütung von Folter und unmenschlicher oder erniedrigender Behandlung oder Strafe (CPT) besuchte 1990 Österreich zum ersten Mal. Im zusammenfassenden Bericht hat es den österreichischen Behörden empfohlen, ein unabhängiges Organ mit der regelmäßigen Inspektion der Haftbedingungen in den Polizeigefangenenhäusern (nunmehr: Polizeianhaltezentren) zu betrauen. Nach seinem zweiten Besuch 1994 hat das CPT diese Empfehlung wiederholt. In ihrer dazu erstatteten Stellungnahme vom Juni 1996 hat die Bundesregierung die Einrichtung eines unabhängigen Organs zur regelmäßigen Inspektion der Haftbedingungen in den Polizeianhaltezentren zugesichert.
Nach dem Tod des nigerianischen Schubhäftlings Marcus Omofuma am 1. Mai 1999 im Zuge einer Abschiebung auf dem Flug nach Bulgarien wurden die Bemühungen zur Schaffung eines derartigen Beirates verstärkt. Der damalige Bundesminister für Inneres sah sich veranlasst, vorerst im Verordnungswege, einen solchen Beirat einzurichten. Wenige Tage nach dessen Konstituierung – am 5. Juli 1999 – hat der Nationalrat die Sicherheitspolizeigesetz-Novelle 1999 beschlossen, welche die relevanten Bestimmungen über den MRB enthält. Sie ist mit 1. September 1999 in Kraft getreten.

### Menschenrechtsbeirat im Bundesministerium für Inneres
Im Jahr 1999 wurde der Menschenrechtsbeirat (Abkürzung MRB) als weisungsfreies Beratungs- und Kontrollgremium des Bundesministeriums für Inneres eingerichtet. Die Rechtsgrundlagen fanden sich in den §§ 15a – 15c Sicherheitspolizeigesetz (SPG), sowie in der Geschäftsordnung des Menschenrechtsbeirates (MRB-GO). Der Menschenrechtsbeirat zählte zu den außergerichtlichen Rechtsschutzeinrichtungen in Österreich. Mit Wirkung vom 1. Juli 2012 beendete er seine Tätigkeit infolge der Übernahme seiner Aufgaben durch die Volksanwaltschaft.

#### Organisation
Dem Menschenrechtsbeirat gehörten elf Mitglieder und ebenso viele Ersatzmitglieder an, die bei Besorgung ihrer Aufgaben an keine Weisung gebunden waren.
Für den Vorsitzenden und seine Vertretung, die aus dem Kreis der Mitglieder des Verfassungs-, des Verwaltungsgerichtshofes sowie jener Personen auszuwählen waren, denen an einer österreichischen Universität die Lehrbefugnis für Verfassungsrecht zukam, stand dem Präsidenten des Verfassungsgerichtshofes ein Vorschlagsrecht zu.
Vorsitz:
- 2007–2012 Gerhart Wielinger
- 2003–2007 Erwin Felzmann
- 1999–2003 Gerhart Holzinger

Folgenden Personen kamen ebenso ein Vorschlagsrecht für je ein Mitglied und ein Ersatzmitglied zu:
- dem Bundeskanzler,
- dem Bundesminister für Justiz,
- und fünf privaten gemeinnützigen Vereinen, die sich der Wahrung der Menschenrechte widmen: Caritas, Diakonie, Verein Menschenrechte Österreich, Volkshilfe und SOS Menschenrechte.

Drei weitere Mitglieder und Ersatzmitglieder werden vom Bundesminister für Inneres ohne Vorschlag bestellt.
Zur Unterstützung der Tätigkeit des Menschenrechtsbeirates war im Bundesministerium für Inneres eine Geschäftsstelle eingerichtet.

### OPCAT-Durchführungsgesetz
Durch das österreichische OPCAT-Durchführungsgesetz wurde der im Bundesministerium für Inneres bestehende Menschenrechtsbeirat aufgelöst und durch den bei der Volksanwaltschaft eingerichteten Menschenrechtsbeirat sowie die bei der Volksanwaltschaft eingerichteten Kommissionen ersetzt. Dabei wurde die Zuständigkeit des Menschenrechtsbeirates, die zuvor auf das Bundesministerium für Inneres beschränkt war, auch auf andere Einrichtungen erstreckt, in denen freiheitsbeschränkende Maßnahmen und sonstige Zwangsmaßnahmen gesetzt werden können.